# 29P/Schwassmann–Wachmann
El cometa 29P/Schwassmann–Wachmann, també anomenat Schwassmann–Wachmann 1, va ser descobert el 15 de novembre de 1927 per Arnold Schwassmann i Arno Arthur Wachmann des de l'Observatori d'Hamburg a Bergedorf, Alemanya.

## Descobriment
Es va descobrir fotogràficament, quan el cometa es trobava en un salt de lluminositat i la magnitud tenia un valor de 13. l'any 1931 es van trobar imatges de predescobriment del cometa del 4 de març de 1902 les quals mostraven el cometa a la 12a magnitud.

## Òrbita i propietats físiques
El cometa va assolir el seu periheli més recent el 7 de març de 2019. La seva última oposició va ser a finals de desembre de 2022.
El cometa és membre d'una classe d'objectes anomenats "Centaures", dels quals se'n coneixen almenys 500. Es tracta de petits cossos gelats que orbiten entre les òrbites de Júpiter i Neptú. Els centaures són objectes del cinturó de Kuiper (un disc d'objectes transneptunians que ocupa una regió que s'estén des de l'òrbita de Neptú fins a aproximadament 50 UA del Sol) que han estat pertorbats cap a dins. Les pertorbacions freqüents de Júpiter probablement s'acumularan i faran que el cometa migri cap a dins o cap a fora de la regió al voltant de l'any 4000. Alguns centaures semblen estar relacionats dinàmicament i potser fins i tot físicament amb 29P; aquests objectes poden travessar la coma del 29P quan realitza un salt de magnitud.
S'estima que el nucli del cometa mesura 60,4±7,4 kilòmetres de diàmetre.

## Esclats
El cometa és inusual ja que, malgrat que normalment ronda la magnitud 16, de sobte pateix un salt de magnitud. Això fa que la brillantor del cometa augmenti d'1 a 5 magnituds. Això passa amb una freqüència de 7,3 vegades a l'any,  i s'esvaeix en una o dues setmanes. S'ha observat que la magnitud del cometa varia de la magnitud 18 a la magnitud 10, un augment de més de mil vegades en la brillantor, durant els seus salts de magnitud més brillants. El 14 de gener de 2021, es va observar un salt amb una brillantor d'entre 16,6 i 15,0 magnituds, consistent amb els 7,3 esclats per any assenyalats anteriorment. Els salts de magnitud són molt sobtats, arribant al màxim al cap d'unes 2 hores, la qual cosa és indicativa del seu origen criovolcànic; i es produeixen en intervals modulats per una periodicitat subjacent de 57 dies fet que suggereix que el seu gran nucli és possiblement un rotador extremadament lent.

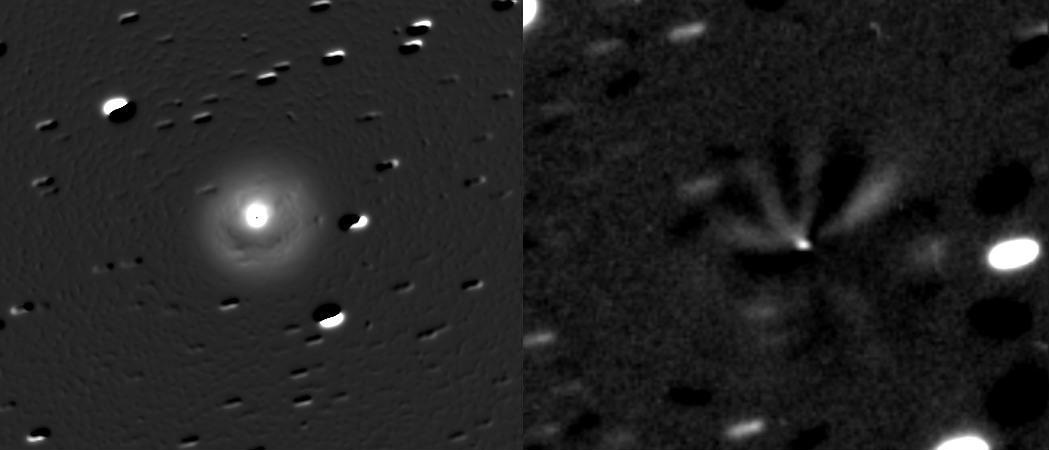
Cometa 29P després de l'esclat, apilat de 20 imatges centrades en el moviment del cometa, fotografies preses amb un telescopi de 0,40 m F10 + CCD a l'Observatori de La Cañada (MPC-J87) 04-Oct-2008 02:24 UT les imatges apilades s'han filtrat per millorar els detalls amb el procés Larson-Sekanina. A l'esquerra s'ha efectuat un procés radial amb delta= -1 px per mostrar millor les closques de gas i pols en expansió, a la dreta amb un gradient de rotació amb alfa=15 graus que mostra diversos dolls.